# Academia de Ciencias y Artes de la República Srpska
La Academia de Ciencias y Artes de la República Srpska (en serbocroata: Академија наука и умјетности Републике Српске, АНУРС, romanizado: Akademija nauka i umjetnosti Republike Srpske, ANURS) es la institución más representativa de la ciencia y el arte en la República Srpska fundada en 1996. Cuenta con cuatro departamentos: Departamento de Ciencias Sociales, Departamento de Literatura y Artes, Departamento de Ciencias Naturales, Matemáticas y Técnicas y el Departamento de Ciencias Médicas. Tiene su sede en Bania Luka.

## Lista de presidentes
| Nombre           | Periodo       |
| ---------------- | ------------- |
| Petar Mandić     | 1996–1999     |
| Slavko Leovac    | 2000          |
| Veselin Perić    | 2000–2003     |
| Milan Vasić      | 2003          |
| Rajko Kuzmanović | 2004–presente |

## Miembros

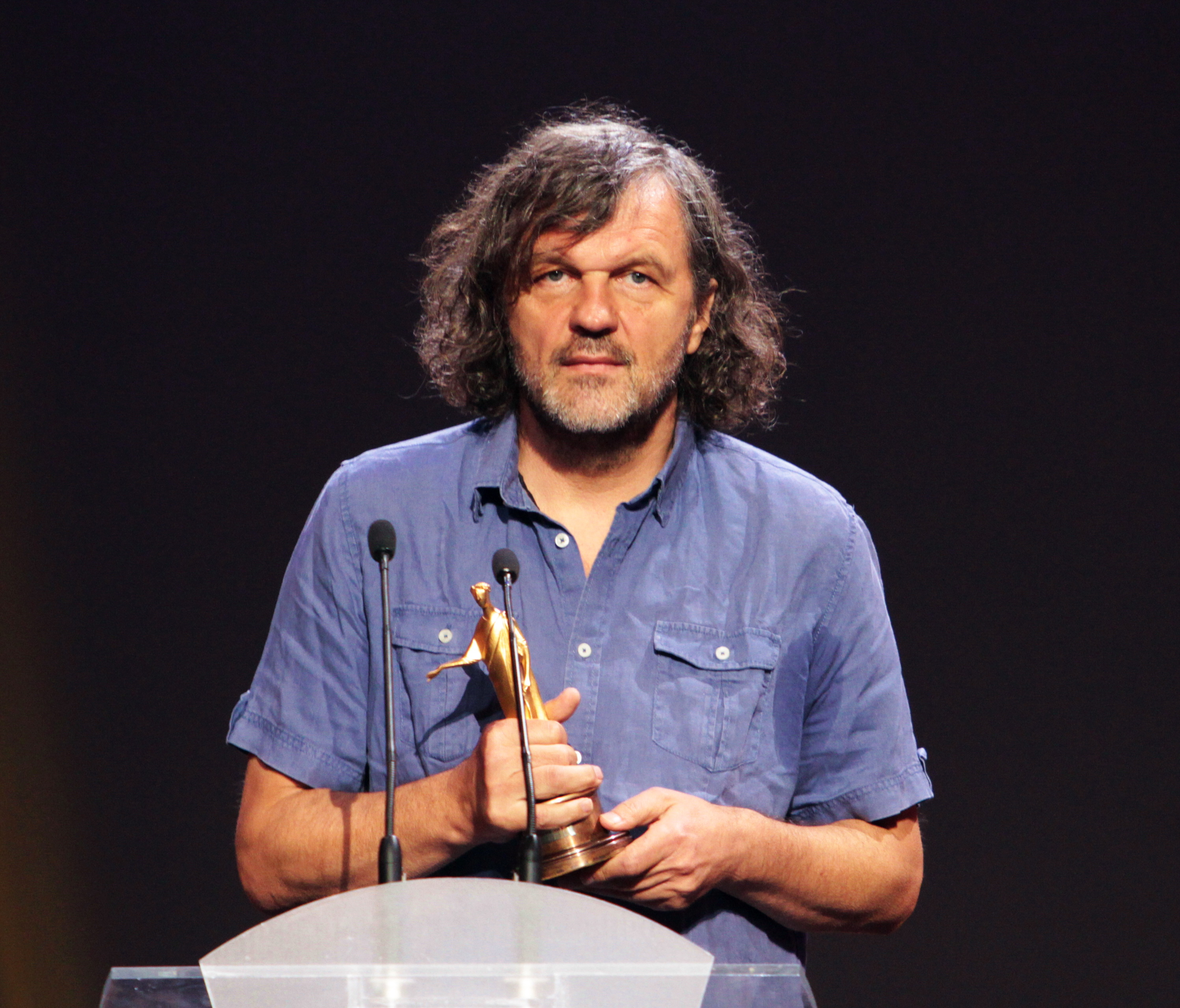
El director de cine y escritor Emir Kusturica, miembro de la Academia, desde 2011

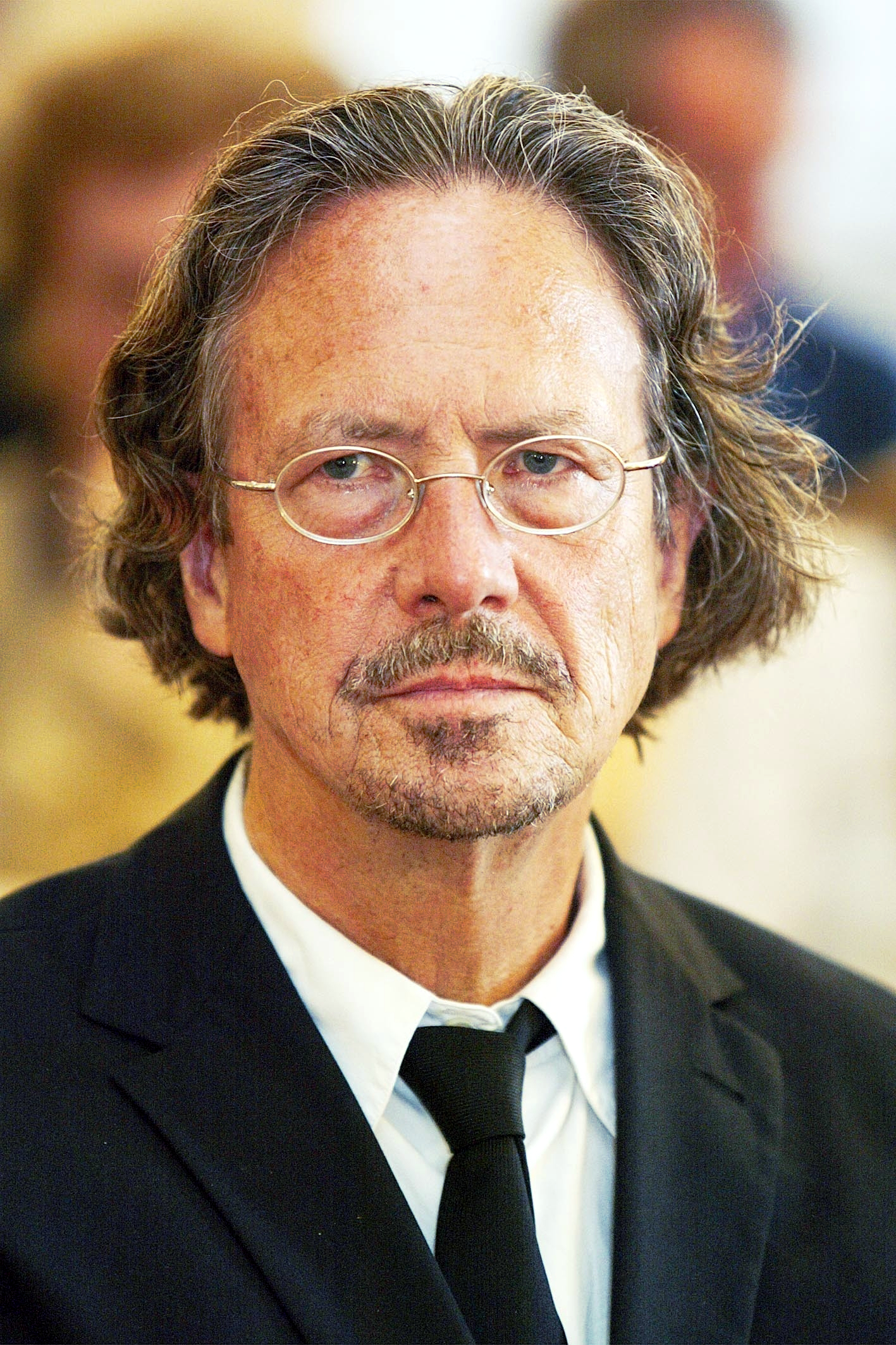
El escritor Peter Handke, miembro de la Academia, desde 2008

Algunos miembros destacados de la Academia son:
- Aleksa Buha
- Gojko Đogo
- Milorad Ekmečić
- Elena Guskova
- Peter Handke
- Momo Kapor
- Svetozar Koljević
- Desanka Kovačević-Kojić
- Emir Kusturica
- Rade Mihaljčić
- Rajko Petrov Nogo
- Darko Tanasković
- Milan Vasić